# Râul Putreda, Râmnicul Sărat
Râul Putreda este un curs de apă, afluent al Râmnicului Sărat. 